# Plaquemine
Plaquemine är administrativ huvudort i Iberville Parish i Louisiana med 7 119 invånare enligt 2010 års folkräkning. Staden ligger vid Mississippifloden.

## Kända personer från Plaquemine
- Bobby Freeman, politiker
- Clarence Williams, jazzmusiker